# Rudolf Oberländer
Rudolf Oberländer (2. listopadu 1932 Kopisty – 5. prosince 1984 Senohraby) byl český houslař, který se specializoval na výrobu kontrabasů.

## Životopis
V roce 1947 vstoupil do učení v učňovské škole v Lubech u Chebu, kde jeho učiteli byli Bohumil Hřib, Josef Pötzl (1908) a Bohumil Pechar (1919). Po vyučení pracoval půl roku u mistra Schmillera, poté přešel k výrobě kontrabasů, kde se učil pod vedením Bohumil Pechara. U výroby kontrabasů zůstal až do roku 1953, kdy nastoupil na základní vojenskou službu k plukovní hudbě v Českém Krumlově. Po základní vojenské službě začal pracovat v servisní opravně v Modřanech u Prahy, kde v té době pracoval Bohumil Pechar, pod jeho vedením se učil provádět opravy smyčcových nástrojů. Po zrušení modřanské dílny odešel do opravny nástrojů ve Školské ulici v Praze, kde pracoval na opravách, ale také stavěl nové kontrabasy (dva koupilo v roce 1960 Národní divadlo v Praze). V roce 1960 se začal také učit hrát na kontrabas. V červnu 1967 vedení závodu Cremona mu nabídlo, aby pro závod samostatně stavěl mistrovské kontrabasy. Přestěhoval se do Senohrab a zřídil si tam vlastní dílnu. Členem Kruhu umělců houslařů při Svazu českých skladatelů a koncertních umělců v Praze se stal roku 1977.
Vlastní dílnu měl Hrušově č. 293, u Senohrab. Kontrabasy stavěl podle vlastního modelu ve třech velikostech s malými rozdíly v mensuře. Do roku 1977 postavil 88 kontrabasů, 4 violoncella a 2 housle. Lak používal poloolejový, světlejších odstínů.
Na jeho kontrabasy se hraje v českých předních orchestrech. Japonský koncertní mistr Takuzo Inagaku s jeho kontrabasem nahrál gramofonovou desku.
První viněty uvádějí místo výroby Praha a jsou šedozelené barvy, druhé viněty jsou větší a bílé, nesou označení Senohraby. Nástroje nečísloval. Národní podnik Cremona vydával k nástrojům certifikáty, které čísloval.